# René Dreux

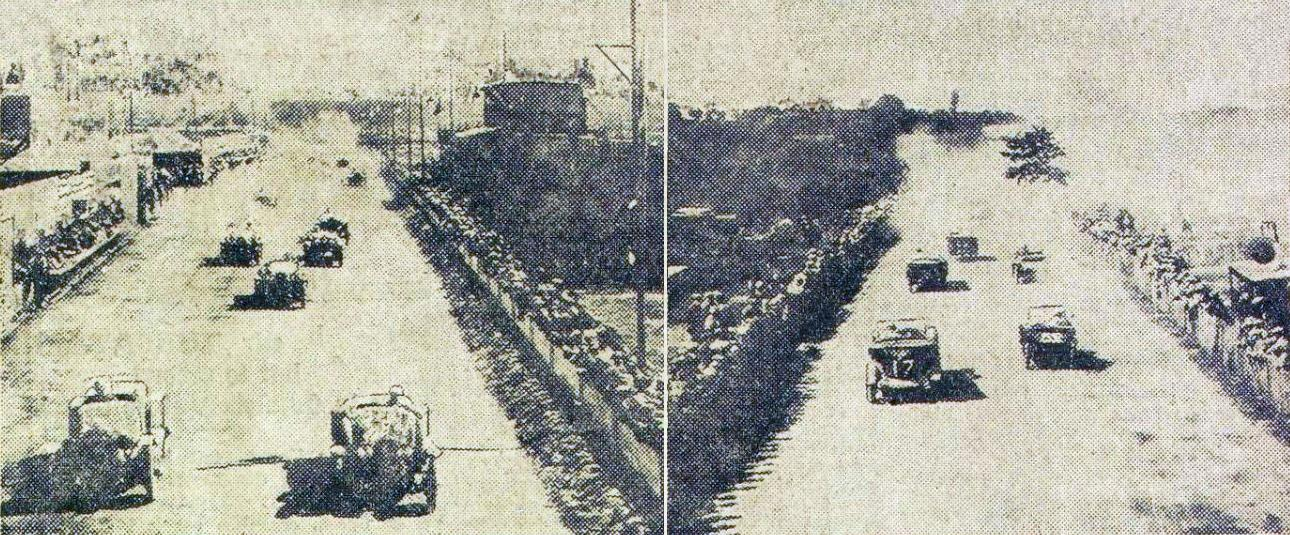
Start zum 24-Stunden-Rennen von Le Mans 1924

René Alberic Jules Dreux (* 16. Oktober 1891 in Romans-sur-Isère; † 27. November 1980 in Puteaux) war ein französischer Autorennfahrer.

## Karriere als Rennfahrer
Jules Dreux startete gemeinsam mit Bruno Calise auf einem Werks-Alba S4 10/12CV beim 24-Stunden-Rennen von Le Mans 1924. Ein früher Kühlerschaden verhinderte eine Platzierung im Schlussklassement. 

## Statistik

### Le-Mans-Ergebnisse
| Jahr | Team                                     | Fahrzeug        | Teamkollege  | Platzierung | Ausfallgrund |
| ---- | ---------------------------------------- | --------------- | ------------ | ----------- | ------------ |
| 1924 | Constructions Métallurgiques Usines Alba | Alba S4 10/12CV | Bruno Calise | Ausfall     | Kühler       |